# Christophe Bourdillon
Pour les articles homonymes, voir Famille Bourdillon et Bourdillon.
Christophe Bourdillon, né le 5 mars 1959 à Marseille, est un haut fonctionnaire et chef d'entreprise français. Sa carrière se déroule essentiellement dans le secteur financier et dans les affaires publiques européennes. Il est directeur du pôle Europe à la Caisse des dépôts et consignations (CDC) jusque 2016, date où il devient directeur général de CDC Croissance, une filiale du groupe.

## Biographie

### Jeunesse et études
Issu d’une famille d’entrepreneurs provençaux (Famille Bourdillon) propriétaire de la Distillerie La Mauny dans les années 70. Il a accompli sa scolarité au lycée Pierre Puget à Marseille jusqu’en 1975. En 1976, il intègre l’Institut d’études politiques de Paris dont il sort en 1979 diplômé de la section "service public". Après une Maitrise en droit public à l’Université Paris I, il est reçu au concours "administration générale" de l'École nationale d'administration, dont il sort en 1985 au sein de la promotion Léonard de Vinci.

### Carrière
À sa sortie de l'ENA en 1985 (promotion Léonard de Vinci), il intègre la Caisse des dépôts et consignations (CDC) alors dirigée par Robert Lion en tant qu’administrateur civil. Jusqu’en 1989 il exerce des fonctions de responsable de la trésorerie (francs, devises)dans le cadre de la modernisation du marché français des capitaux initiée par le Ministre français des Finances Pierre Bérégovoy.
En 1989, il devient directeur de cabinet de Gérard de la Martinière, directeur général de la SBF-Bourse de Paris qui affronte alors des défis technologiques majeurs avec la mise en place du marché électronique  des valeurs mobilières qui remplace progressivement la cotation à la criée. À la suite du départ de Gérard de la Martinière pour AXA, il reste directeur de cabinet de son remplaçant, Jean-François Théodore. Il y occupe ensuite divers postes financiers (trésorerie,back office…) avant de devenir rapporteur de la Commission chargée de réfléchir à l’impact de l’ouverture européenne du marché règlementé français dans le cadre de la Directive communautaire sur les services en investissement.
En 1991, il retourne à la CDC pour participer aux réflexions sur la mise en place d’une fonction intégrée de gestion pour compte de tiers (asset management) au sein du groupe.
En 1993, à la suite du traité de Maastricht qui institue l’union économique et monétaire (UEM), il rejoint la direction des affaires monétaires de la commission européenne en tant qu’expert national détaché . À ce titre, il est nommé co-rapporteur  du groupe d’experts chargé de proposer un scénario crédible de  passage à la monnaie unique,. Cet exercice conduira  à l’élaboration d’un livre vert sur les modalités pratiques de passage à l’Euro (Mai 1995). Ce dernier a servi à la décision du Conseil européen de Madrid de décembre 1995 prévoyant un basculement en deux temps  des économies nationales (Marché des capitaux puis activités de  détail) des devises domestiques à l’Euro.
En 1996, il revient à la Bourse de Paris alors dirigée par Jean-François Théodore comme directeur administratif et financier. Il est notamment responsable du passage à l’Eurodes systèmes de marché et de gestion.
En 2000, il rejoint le groupe CDC comme directeur de cabinet d’Isabelle Bouillot directrice générale adjointe chargée de la direction des activités bancaires et financières. Il participe à la privatisation des activités de marché de capitaux concurrentielles du groupe CDC qui deviennent la Banque CDC IXIS (désormais Natixis). Il est par la suite nommé de 2001 à 2002 directeur général adjoint de CDC ixis Private Equity, avant de devenir secrétaire général de CDC Ixis.
De 2003 à 2007, il est affecté à Milan comme directeur exécutif des opérations du groupe Euronext l’une des 3 principales bourses européennes en Italie et vice-président du directoire de la société Mercato dei Titoli di Stato (MTS), le principal marché électronique de négociation obligataire de la zone euro.
Début 2008, il retourne à la CDC pour contribuer à la mise en place d’une activité de développement européenne. En décembre 2008, il est nommé à Bruxelles directeur du pôle Europe et délégué permanent du groupe CDC auprès  des institutions de l'Union européenne. Il participe à la mise en place du Club des investisseurs de long terme, qui regroupe une vingtaine des principales institutions financières nationales (Cassa depositi e prestiti, KFW…) ou multilatérale (Banque européenne d'investissement –BEI-) puis au lancement de l'intergroupe du Parlement européen sur l'investissement de long-terme en 2014.
À partir de 2014, il participe au projet européen d'Alain Juppé dont il soutient la candidature à la primaire de la droite et du centre de 2016.
Depuis 2014 et sa création, il est président du comité des représentants des actionnaires de référence d'Euronext. Ces investisseurs, actionnaires de référence, détiennent jusqu'à 33,36 % du capital d'Euronext et sont Euroclear, BNP Paribas, BNP Paribas Fortis, Société générale, Caisse des dépôts, Bpifrance, ABN Amro, ASR (nl), Banco Espirito Santo, Banco BPI et la holding publique belge SFPI (société fédérale de participation et d'investissement),.
En septembre 2016, il devient directeur général de CDC Entreprises Valeurs Moyennes devenue CDC Croissance, une filiale de gestion du groupe Caisse des dépôts et consignations dédiée aux petites et moyennes entreprises cotées. Sous sa direction, le 18 septembre 2019, après l’annonce du Président de la République, Emmanuel Macron, de la mobilisation par des investisseurs de quelque cinq milliards d'euros sur trois ans afin de favoriser l'émergence de start-up françaises, CDC Croissance décide d’investir  100 millions d’euros dès le mois de juillet dans les petites valeurs de la Tech cotées sur Euronext Paris et dont la capitalisation est inférieure à 1 milliard d’euros.
En juin 2023, il devient directeur général de CDC Tech Premium, un fonds d’investissement de 300 millions d’euros pour accompagner la cotation des licornes françaises.
À partir de juillet 2023, il prend la présidence du conseil d’administration de la Société Forestière, une filiale de la Caisse des dépôts et consignations et de CNP Assurances. 

### Vie privée
Christophe Bourdillon est marié à une notaire, fille d'Alain Storione. Il est père d'un enfant.

## Distinction
- Chevalier de la Légion d'honneur Il est fait chevalier le 14 juillet 2015[26].

## Mandats actuels et passés
- Ancien membre du conseil d'administration de CNP Vita, filiale de CNP Assurances et de Unicredit [27].
- Président du comité des représentants des actionnaires de référence d'Euronext
- Vice Président d'Eurofi 2000

## Centres d'intérêt
Christophe Bourdillon a participé à la mise en place du think tank Eurofi consacré à l’unification du marché européen des capitaux (1999) aux côtés de Jacques de Larosière.
Il s’intéresse aux questions de défense nationale et européenne. Dans ce cadre il a suivi les activités de la promotion 64 de l’Institut des hautes études de la Défense nationale (2011/2012) et du Collège européen de sécurité et de défense(2012/2013).

## Publication
- Un vent venu d'Orient: Une brève histoire des origines de la famille de Gabriel et Rose-Marie Hava de l'Empire Ottoman à Marseille, Descartes & Cie, 2024

### Ouvrages ou articles de journaux
- « Actualité CDC Ixis, Nomination: Christophe Bourdillon », CDCscope, no 218,‎ février 2003.
- « L'essentiel, La direction de la gestion d'actifs est créée », CDCscope, no 375,‎ juin-juillet 2018.
- « Réponse de la Caisse des Dépôts et Consignation à la consultation publique de la Commission européenne sur le crownfunding », Commission européenne,‎ 27 décembre 2013.
- Audrey Spy, « Financement à long terme: les institutionnels se mobilisent », Option Finance,‎ 16 juillet 2013.